# 小行星7670
小行星7670（英語：7670 Kabelac）是一颗围绕太阳公转的小行星。1995年8月20日，L. ?arounová在奥德热幽夫发现了此天体。
这颗小行星的绝对星等为271.27556等。